# Carrer Joan Maragall (Figueres)
El Carrer Joan Maragall és un carrer del municipi de Figueres (Alt Empordà) que té alguns edificis que formen part de l'Inventari del Patrimoni Arquitectònic de Catalunya.

## Número 3
L'edifici situat al número 3 del carrer Joan Maragall de Figueres forma part de l'Inventari del Patrimoni Arquitectònic de Catalunya. Edifici entre mitgeres situat a prop de l'Ajuntament. És un edifici de planta baixa i tres pisos amb coberta terrassada. La planta baixa ha estat rehabilitada per a tenir un ús comercial, però la resta de l'edifici manté el parament original. Cadascun dels pisos té quatre finestres. Les del primer pis estan agrupades per una balconada correguda. Al segon pis la balconada correguda només afecta a les dues centrals, i les dues laterals tenen balcons individuals; al tercer pis totes les obertures tenen balcons individuals. Els balcons del primer i segon pis, són de ferro forjat i es troben decorats amb elements geomètrics a la base. Les finestres del dos pisos superiors estan decorades per un guardapols decorat amb ornaments florals al centre i als costats.

## Número 4

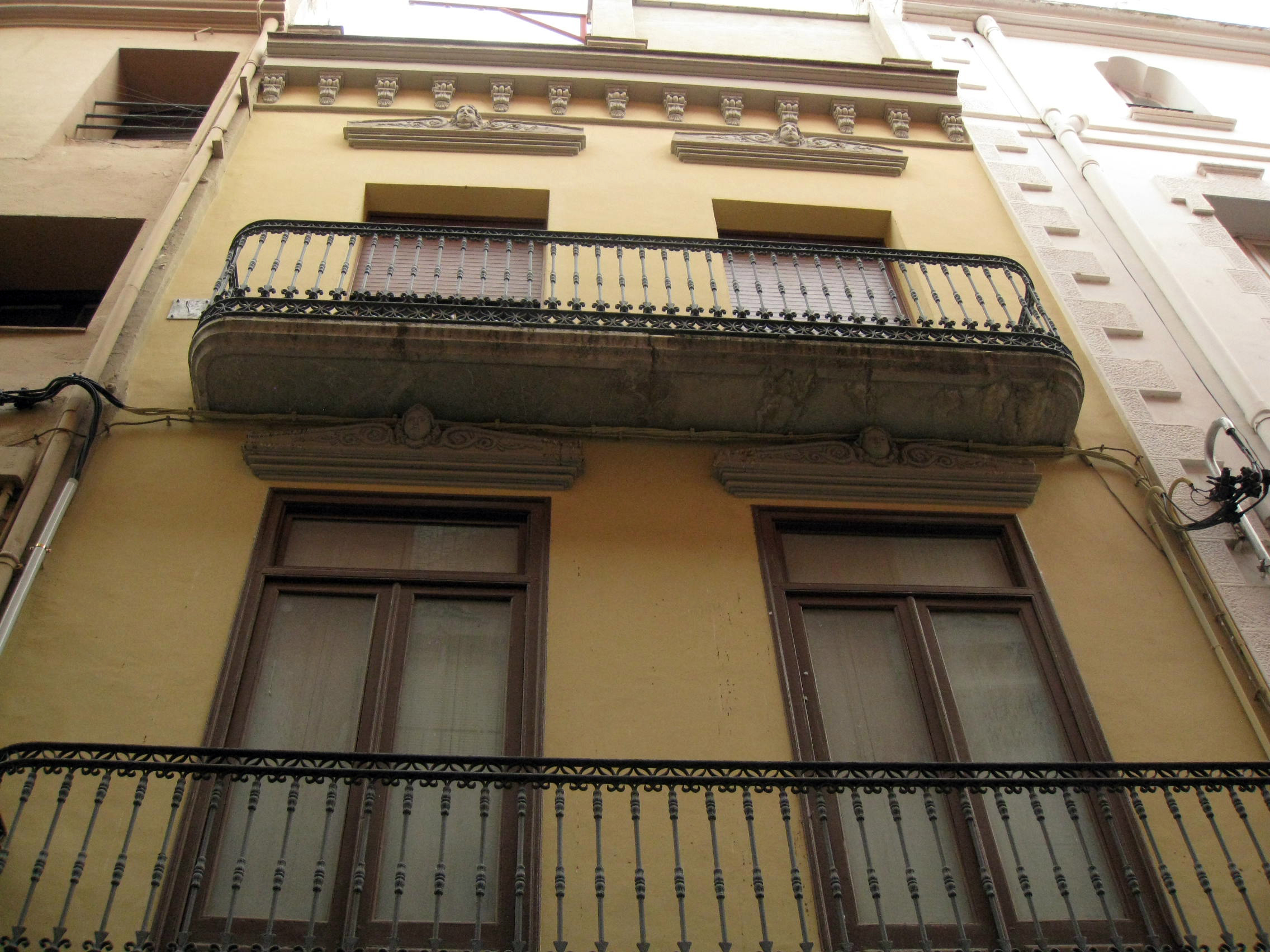
Número 4 del carrer Joan Maragall

L'edifici situat al número 4 del carrer Joan Maragall de Figueres forma part de l'Inventari del Patrimoni Arquitectònic de Catalunya. Edifici entre mitgeres molt proper a l'Ajuntament. És un edifici de planta baixa i dos pisos amb coberta terrassada. La planta baixa ha estat rehabilitada per a donar-li un ús comercial motiu pel qual no conserva les obertures originals. Els dos pisos superiors tenen la mateixa ordenació. Dues obertures amb una balconada correguda de ferro forjat i decorada amb elements vegetals. Alhora, aquestes obertures tenen un guardapols de pedra, ben treballat, amb un cap al centre i ornamentació vegetal als costats. El voladís de l'edifici està suportat per unes mènsules decorades amb volutes i decoració vegetal.